# Manuel Delgado Villegas
Manuel Delgado Villegas (Sevilla, 25 de gener de 1943 - Badalona, 2 de febrer de 1998), conegut com el Arropiero, fou un assassí en sèrie espanyol. És considerat el pitjor assassí de la història criminal espanyola.

## Biografia
El seu pare es dedicava a vendre arrop i ell l'ajudava, d'aquí va rebre el seu àlies: el Arropiero. La seva mare morí quan ell va néixer el 1943, així que ell i la seva germana foren criats per la seva àvia. Va anar a l'escola, però no sabia llegir ni escriure.
El 1961 va ingressar en la Legió espanyola, on va aprendre un cop mortal que el va ajudar en la seva carrera criminal. Poc després va desertar de l'exèrcit i va viatjar per Espanya, Itàlia i França, deixant darrere seu un reguitzell de cadàvers. Va ser detingut el 18 de gener de 1971 a Puerto de Santa María.

## Assassinats
Després de la seva detenció va confessar tants crims que la policia d'antuvi no se'l va prendre seriosament: quaranta-vuit assassinats. Se'n van aconseguir provar set, encara que la policia va considerar versemblant que fos l'autor de vint-i-dos assassinats, que en alguns casos van incloure necrofília:
- 21 de gener de 1964: mort d'Adolfo Folch Muntaner a la platja de Llorac.
- 20 de juny de 1967: mort de Margaret Helene Boudrie en una masia d'Eivissa.[3][4]
- 20 de juliol de 1968: mort de Venancio Hernández Carrasco al riu Tajuña.
- 5 d'abril de 1969: mort de Ramon Estrada Saldrich a Barcelona.
- 23 de novembre de 1969: mort d'Anastasia Borrella Moreno a Mataró.
- 3 de desembre de 1970: mort de Francisco Marín Ramírez al Puerto de Santa María.
- 18 de gener de 1971: mort d'Antonia Rodríguez Relinque al Puerto de Santa María.

La desaparició d'Antonia Rodríguez Relinque, disminuïda mental, que havia estat vista diverses vegades en companyia de Manuel Delgado Villegas, amb qui mantenia una relació sentimental, va posar a la policia sobre la pista del major assassí de la història d'Espanya.
Sense sospitar res, la policia el va acompanyar a comissaria on va ser interrogat sobre la desaparició de la que es considerava la seva parella. Va declarar que l'havia escanyat amb els seus propis leotards mentre practicaven l'acte sexual, i que havia matat a 48 persones més.
La detenció d'el Arropiero va permetre esclarir alguns crims que havien quedat sense resoldre fins avui, incloent uns altres (Hernández Carrasco) que havien passat per accidents. Manuel Delgado Villegas no va tenir advocat defensor fins a sis anys i mig després de la seva detenció, tenint el rècord d'arrest preventiu sense protecció legal. El 1977 fou traslladat a Barcelona per ser jutjat, però al final el judici no es va arribar a celebrar, ja que se li va diagnosticar una malaltia mental i l'Audiència Nacional d'Espanya va ordenar el 1978 el seu internament en un centre especialitzat.
Quan viatjava amb uns agents per comprovar els seus crims, va escoltar en la ràdio que un mexicà havia matat més gent que ell. "El Arropiero" va contestar textualment: "Doneu-me 24 hores i us asseguro que un miserable mexicà no serà millor assassí que un espanyol".
Les proves mèdiques que se li van practicar van permetre descobrir que era posseïdor de la trisomia sexual XYY (en lloc de la dotació comuna d'un home, XY), que, en aquells temps es deia que es caracteritzava per tenir un retard mental que, en alguns casos, indueix a ser més agressiu. Estudis mèdics actuals rebaten aquesta teoria. El Arropiero va ser alliberat el 1998, i va morir poc després a l'Hospital de Can Ruti a causa d'una malaltia pulmonar causada per un excés de consum de tabac.

## El Arropiero en la cultura popular
El director de cinema Carles Balagué i Mazón estrenà a començaments de 2009 el documental Arropiero, el vagabund de la mort, sobre la vida i assassinats de Manuel Delgado.
Potser pot contribuir a conèixer millor la personalitat real de Manuel Delgado Villegas més enllà de la llegenda d' 'El Arropiero', el capítol que li dedica el llibre "Criminales, Víctimas y Verdugos: Crónica negra de España (1939–1975)" Arxivat 2013-09-06 a Wayback Machine., Ed. Península, Catalán-Deus, José (2011).